# Jean Hégésippe Vetter
Jean Hégésippe Vetter, né le 22 septembre 1820 à Paris, et mort à Épernon le 26 mai 1901, est un peintre français.

## Biographie
Jean Hégésippe Vetter est l'élève de Charles de Steuben à l'École des beaux-arts de Paris. Il débute au Salon de 1841. Il y présente des portraits et des scènes de genre historique qui lui valent de nombreuses récompenses. Il y remporte une médaille de 3e classe en 1843 et à l'Exposition universelle de 1867, de 2e classe en 1847, 1848 et 1855.
Vetter pratique une peinture historique dans un registre anecdotique mettant en scène des personnalités françaises du XVIIe siècle, époque alors souvent représentée par les peintres de sa génération. Son Mascarille présentant Jodelet à Cathos et à Madelon (Salon de 1865), scène des Précieuses Ridicules de Molière est conservé au musée du théâtre forain à Artenay. Molière et Louis XIV se trouve au Sénat, palais du Luxembourg à Paris. Mazarin représentant le cardinal gravement malade auprès d'une table et contemplant le mariage mystique de sainte Catherine du Corrège est conservé à l'Assemblée nationale à Paris.
Vetter était considéré comme un peintre de grand talent par l'inspecteur des beaux-arts Frédéric Buon qui proposait l'achat de ses tableaux, témoin à son second mariage le 1er décembre 1883, Paris IXe[réf. nécessaire].
Jean Hégésippe Vetter est nommé chevalier de la Légion d'honneur en 1855.

## Œuvres présentées aux Salons
- Bayard enfant (1844)[5].
- Molière chez le barbier de Pézenas (1847).
- Les Alchimistes (1848).
- Étude à la lampe (1850).
- Saint-Jean-Baptiste (1851).
- Le Quart d'heure de Rabelais et Le Maître d'armes, présentés à l'Exposition universelle de 1855.
- Le Fumeur (1857).
- La Liseuse (1857).
- Le Récit (1857).
- Femme à sa toilette (1859).
- Portrait de la comtesse de Bellefonds[6] (1859), Bordeaux, musée des beaux-arts.
- Départ pour la promenade (1859).
- Bernard Palissy (1861).
- La Déclaration (1861).
- Molière et Louis XIV[7] (1864), Paris, Sénat.
- Mascarille présentant Jodelet à Cathos et à Madelon[8] (1865), Artenay, musée du théâtre forain.
- Un Mignon s'exerçant au bilboquet (1866).
- Un Portrait (1866).
- Portrait de M. Flandrin, conseiller d'État (1869).
- Mazarin[9] (1872), Paris, Assemblée nationale.